# 维基媒体基金会
维基媒体基金会（英語：Wikimedia Foundation，简称），是美国的一个非營利慈善组织，其总部设在加利福尼亚州旧金山，运转多个wiki项目。该基金会主要以托管网络百科全书——维基百科，以及维基词典、维基语录、維基教科書、维基文库、维基共享资源、維基物種、维基新闻、维基学院、维基数据、维基导游、维基孵育场和元维基而闻名。它还拥有现在已終止運行的Nupedia。
维基媒体基金会由维基百科的联合创始人吉米·威爾斯於2003年成立，用作以非营利方式资助维基百科和它的姊妹项目。
截至2017年，基金会员工超过280人，年营业收入超过1.099億美元。2016年6月起，凯瑟琳·马赫作为執行長及执行董事领导基金会，直至2021年4月卸任，而玛丽安娜·伊斯坎德尔则于2021年9月14日被任命为新的執行長，並于2022年1月5日就任；瑪麗亞·塞菲德里是理事会主席，但于2021年6月卸任，随后，她成为了基金会的一位有偿顾问，而副主席娜塔莉亚·季姆基夫则代理主席一职至今。

## 目标
根据美国国内税收法典501(c)条款，维基媒体基金会属于公共慈善机构。它的国家免税实体分类（NTEE）码是B60（成人教育、继续教育）。该基金会的章程声明其目的在于收集和发展教育内容，并有效地在全球传播这些内容。
维基媒体基金会的目标是发展和保持基于Wiki的開放內容计划，并向公众免费提供这些计划中的全部内容。

## 历史
2001年，网络企业家吉米·威爾斯和软件设计师拉里·桑格创立了维基百科，一个互联网百科全书。该计划最初是由威尔士营利性业务Bomis资助。随着维基百科的人气直线上升，用于资助这个计划的收入却停滞了。由于维基百科消耗Bomis的资源，威尔士和桑格想到了以慈善模式资助该计划。维基媒体基金会就是在那时（2003年6月20日）为了维基百科和Nupedia而成立了。2004年9月17日它向美国专利及商标局申请了Wikipedia商标。该商标在2006年1月10日被授予注册资格。2004年12月16日在日本得到商标保护，2005年1月20日在欧盟得到保护。也曾经计划许可图书、DVD等一些产品中使用维基百科商标。
2005年4月，美国国家税务局统一该基金会作为教育基金会列在“成人教育、继续教育”分类之中，这意味着所有向该基金会的捐款都是免除美国联邦所得税的。2005年4月7日，維基媒體得到雅虎支持。
2006年12月11日，该基金会的理事会注意到，由于不满足佛罗里达州法定的登记要求，该公司未能按照最初计划成为会员制机构。因此修订了章程，删除了所有提及的会员权利和活动。
2007年9月25日，该基金会的理事会发出通知，其业务从佛罗里达州圣彼得斯堡搬到舊金山灣區。选择旧金山的主要原因是：為了接近志同道合的组织和潜在的合作伙伴，該地有更好的人才库，以及比圣彼得斯堡更便宜和便捷的国际旅行。2008年1月，维基媒体基金会把总部由佛罗里达州圣彼得斯堡搬到了加利福尼亚州的旧金山湾区。基金会指，搬迁的其中一个因素是“新总部那里距离亚洲更近”。
2008年3月底，维基媒体基金会宣布，艾爾弗·斯隆基金向维基媒体基金会捐赠了300万美元，是自维基媒体成立以来收到的最大额捐款。
2014年，基金會推出内容翻译工具，該工具首先支持將西班牙语翻译成加泰罗尼亚语。截至2021年11月，維基人使用該工具在维基百科中创建了超过100万篇條目，90个维基百科版本中已引入該工具。
2015年3月，維基媒體基金會狀告美國國家安全局和美國司法部，指這兩個联邦机构違反美國憲法第一修正案和第四修正案。此即維基媒體基金會控告美國國家安全局案。
2016年1月，維基媒體基金宣布建立一个捐赠基金（Wikimedia Endowment），其既定目标是在未来10年内筹集1亿美元的资金。
2019年1月22日，Google在世界經濟論壇上宣布，该公司将向维基百科再投资310万美元，Google对维基百科的贡献总额將超过750万美元。此次捐贈超过三分之一的资金将用于维持维基媒体基金会的現有工作，剩下的200万美元将专注于维基媒体基金会的长期投资。Google还允许维基百科的编辑免费使用其部分机器学习工具。此外，维基百科和Google将扩大“老虎计划”(Project Tiger)的范围。老虎计划是Google和维基百科在2017年发起的一项联合行动，目的是增加印度小語種维基百科條目数量，并在維基百科中增加10种新语言。
2020年9月23日，世界智慧財產權組織在大會討論維基媒體基金會等組織觀察員身份申請案時，中华人民共和国常驻世界知识产权组织代表表示，维基媒体基金会在申请文件中未申报包括台灣維基媒體協會在内的41个分会，需进一步作出澄清。中华人民共和国代表同时指，“该基金会下属网站存在大量严重违反一个中国原则的内容和不实的信息，有违联大2758号决议以及产权组织在一个中国政策上的一贯立场，中方对此有重大的关切。”因此，世界知识产权组织暂缓讨论接纳維基媒體基金會为世界智慧財產權組織观察员。中華民國外交部發言人歐江安對中華人民共和國的舉動予以譴責。
2020年10月，由於開發人員以及志工社群抱怨Gerrit不易使用，維基媒體基金會決定將其程式碼儲存庫從Gerrit遷移至GitLab。
2021年9月13日，維基媒體基金會在深入調查中國大陸維基人用户組（Wikimedians of Mainland China，簡稱WMC）後，以安全風險為由，宣佈對中文維基百科的7名用戶實施全域鎖定，並取消12名用戶的管理員權限。當時中文維基最活躍的十個管理員，有四個被基金會取消管理員權限。
2021年10月5日，中華人民共和國再次以維基媒體基金會下屬網站違反「一中原則」及「傳播虛假信息」為由，拒絕接受維基媒體基金會獲得世界智慧財產權組織觀察員地位。驻德国台北代表处代表謝志偉其後表示︰「中共濫用聯合國民主機制來做反民主的事情，聯合國應該封堵這種機制漏洞，呼籲民主世界合力對抗。」
2021年10月25日，維基媒體基金會推出了「Wikimedia Enterprise」，旨在直接向大型科技公司銷售和提供維基百科的內容。客戶的開發人員可以運用維基百科上的相關數據與資訊。雖然維基媒體基金會將繼續提供免費的API，不過付費功能可以完善基金會所提供的維基百科資訊的準確性。Wikimedia Enterprise的首批客戶是Google和互联网档案馆。
2022年5月9日，在中華人民共和國的反對下，法国、德国、意大利、墨西哥、瑞典和瑞士等六个维基媒体分会無法得到世界知识产权组织版权及相关权常设委员会（SCCR）的認證。2022年7月15日，世界知识产权组织再度拒絕接納维基媒体基金会下屬7個分會為永久觀察員。2023年3月14日，受中华人民共和国阻撓，世界知识产权组织再度拒絕接納維基媒體基金會。2023年7月7日，中华人民共和国第三次阻止维基媒体基金会獲得世界知识产权组织常驻观察员資格。2024年7月10日，中华人民共和国第四次阻止维基媒体基金会获得世界知识产权组织常驻观察员资格。

## 计划和倡议

### 维基媒体计划
除了维基百科，该基金会还运转遵循自由內容模型，主要目标是传播知识的其他wiki。这些wiki包括：
| 维基教科书的标志   | 名称：維基教科書 描述：汇集教科書 网址：www.wikibooks.org                           | 维基新闻的标志 | 名称：维基新闻 描述：网络报纸 网址：www.wikinews.org      | 维基物种的标志 | 名称：維基物種 描述：物种分类目录 网址：species.wikimedia.org                                 |
| 维基数据的标志     | 名称：维基数据 描述：知识库 网址：www.wikidata.org                                  | 维基百科的标志 | 名称：维基百科 描述：网络百科全书 网址：www.wikipedia.org | 维基学院的标志 | 名称：维基学院 描述：收集教程和课程，同时还作为协调研究的托管中心。 网址：www.wikiversity.org |
| 维基共享资源的标志 | 名称：维基共享资源 描述：图像、声音、视频和一般媒体库。 网址：commons.wikimedia.org | 维基语录的标志 | 名称：维基语录 描述：汇集语录 网址：www.wikiquote.org     | 维基导游的标志 | 名称：维基导游 描述：旅遊指南 网址：www.wikivoyage.org                                        |
| 元维基的标志       | 名称：元维基 描述：中心站点，以协调所有的维基媒体计划。 网址：meta.wikimedia.org    | 维基文库的标志 | 名称：维基文库 描述：數位圖書館 网址：www.wikisource.org  | 维基词典的标志 | 名称：维基词典 描述：詞典和索引典 网址：www.wiktionary.org                                    |

### 附属机构

维基媒体地方分会（蓝色）
以地理区域为中心的维基媒体用户组（绿色）

维基媒体运动的附属机构是独立但被正式认可的，旨在一起工作以支持并向维基媒体运动贡献力量的一个群体。维基媒体基金会的理事会已对附属机构的三种活跃模型（分会、专题组织、用户群组）表示了认可。附属机构旨在组织和参与支持和帮助维基媒体运动的活动，如区域会议、推广、编辑松、黑客松，推动公共关系、公共政策，GLAM的加入，以及維基媒體國際會議。
该基金会的理事会赞同承认分会和专题组织。由维基媒体社群的志愿者组成的附属机构委员会曾建议基金会理事会承认分会和专题组织。附属机构委员会赞同承认独立的用户组。虽然维基媒体基金会正式承认附属机构，但他们与维基媒体基金会是相互独立的，他们对维基媒体计划没有法律意义的控制，也不负任何法律责任。
该基金会从2004年开始承认分会。2010年，其他模型开始发展。 2012年，该基金会同意、定案并正式接受专题组织和用户群组模型。另一种模型“伙伴”也得到赞同，但截至2015年10月27日仍未定案或正式接受。
维基媒体分会是国家（有时是次国家）的为了支持和促进本地维基媒体项目而创立的非营利组织。在得到维基媒体基金会的理事会的承认之后，他们会与该基金会签订一个“分会协议”。截至2015年10月27日，共有41个获得认可的维基媒体分会。
维基媒体专题组织是为了支持和促进本地维基媒体项目，并专注于一个特定的题材、主题、主体或议题而创立的国家和地区内部或之间的非营利组织。在得到维基媒体基金会的理事会的承认之后，他们会与该基金会签订一个“专题组织协议”。截至2015年10月27日，有1个获得认可的维基媒体专题组织。
维基媒体用户群组是为了支持和促进本地维基媒体项目或特定的题材、主题、主体或议题而创立的不太正式的群组。用户组模型的创建相比于分会和专题组织更为简单灵活 - 分会和专题组织需要更多正式要求。一旦他们被附属机构委员会认可，他们会与该基金会签订一个“用户群协议和行为规范”。截至2015年10月27日，共有47个获得认可的维基媒体用户群组。
2023年12月，因面临被俄罗斯当局列为“外国代理人”的风险，维基媒体基金会俄罗斯分会执行董事科兹洛夫斯基宣布协会停止运作。

## 管理

### 理事会

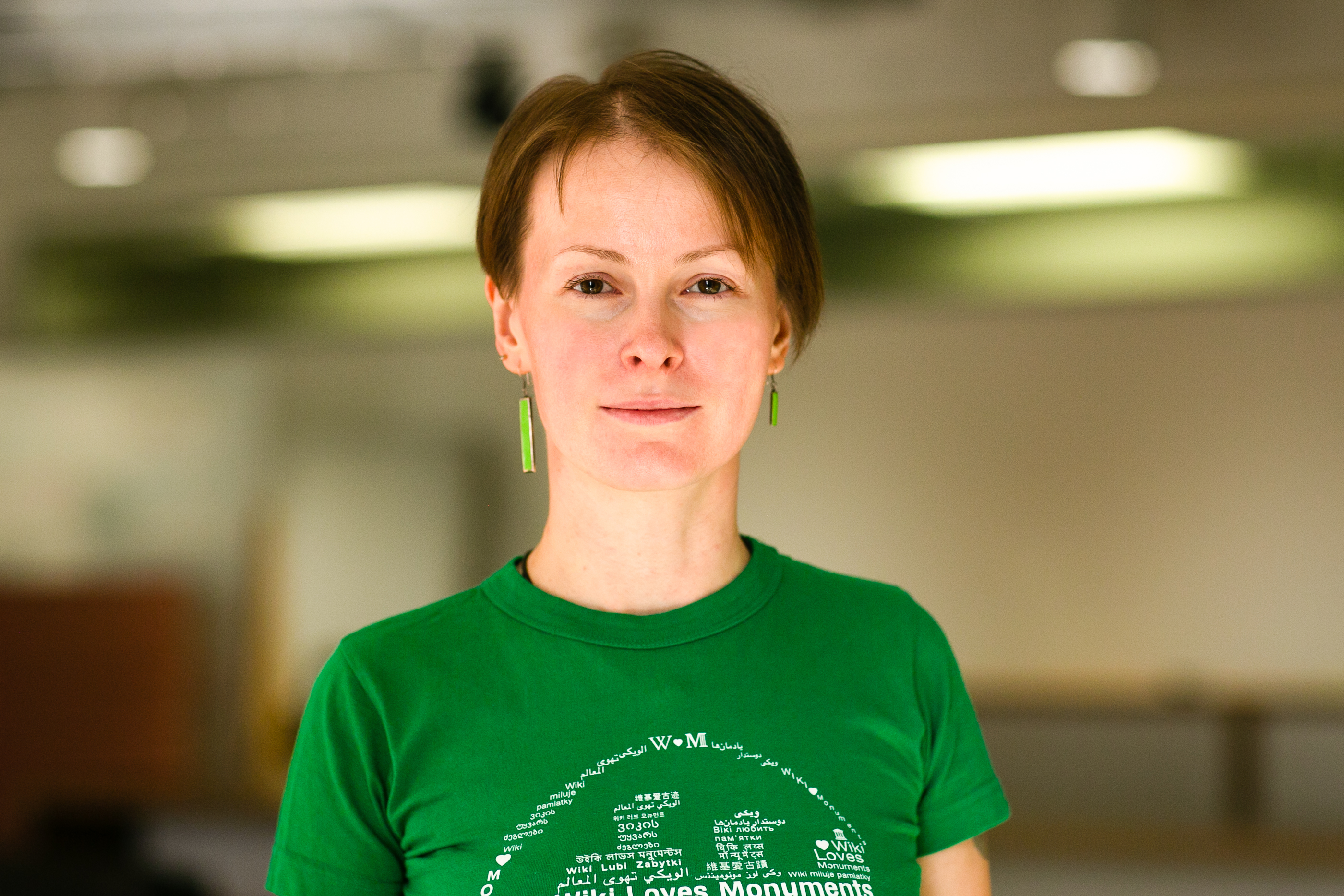
Tymkiv, Nataliia November 2018

理事会对基金会的所有职责和事务具有最终决定权。它由十名成员组成：
- 四人由理事会自行委任；
- 三人是从包括所有不同维基媒体计划在内的社群选出的；
- 两人由本地分会和专题组织选出；
- 另外一人是基金会的创始人之一吉米·威爾斯。[56]

三个常设机构支持理事会的使命和责任：执行董事领导并监督基金会的业务部门；由理事会自行选出的个人组成咨询委员会就不同事项向理事会提供意见；理事会会把某些事项委托给常务委员会处理同时保留最终决定权。理事会有时还会创立其他实体来支持自己，如秘書長和针对特定任务的专门委员会。
自2020年起，理事会由16名成员组成，其中8人由维基媒体各计划社群投票产生，7人由理事会任命，1人为常任董事吉米·威尔士。除了威尔士外，现任民选理事包括主席娜塔莉亚·季姆基夫（Nataliia Tymkiv）、副主席沙尼·埃文斯坦·西加洛夫（Shani Evenstein Sigalov）、理事罗西·斯蒂芬森-戈德奈特、维多利亚·多罗尼娜（Victoria Doronina）、洛伦佐·罗萨（Lorenzo Losa）和达留斯·耶米尔尼阿克；任命理事包括副主席艾斯拉·沙菲伊、理事拉朱·纳里塞蒂及理事兼执行顾问丽萨·莱文（Lisa Lewin）及坦雅·卡普阿诺（Tanya Capuano）。

### 咨询委员会
根据维基媒体基金会所说，咨询委员会是同意定期在法律、组织发展、技术、方针和宣传上给该基金会提供有意义的帮助。

## 争议

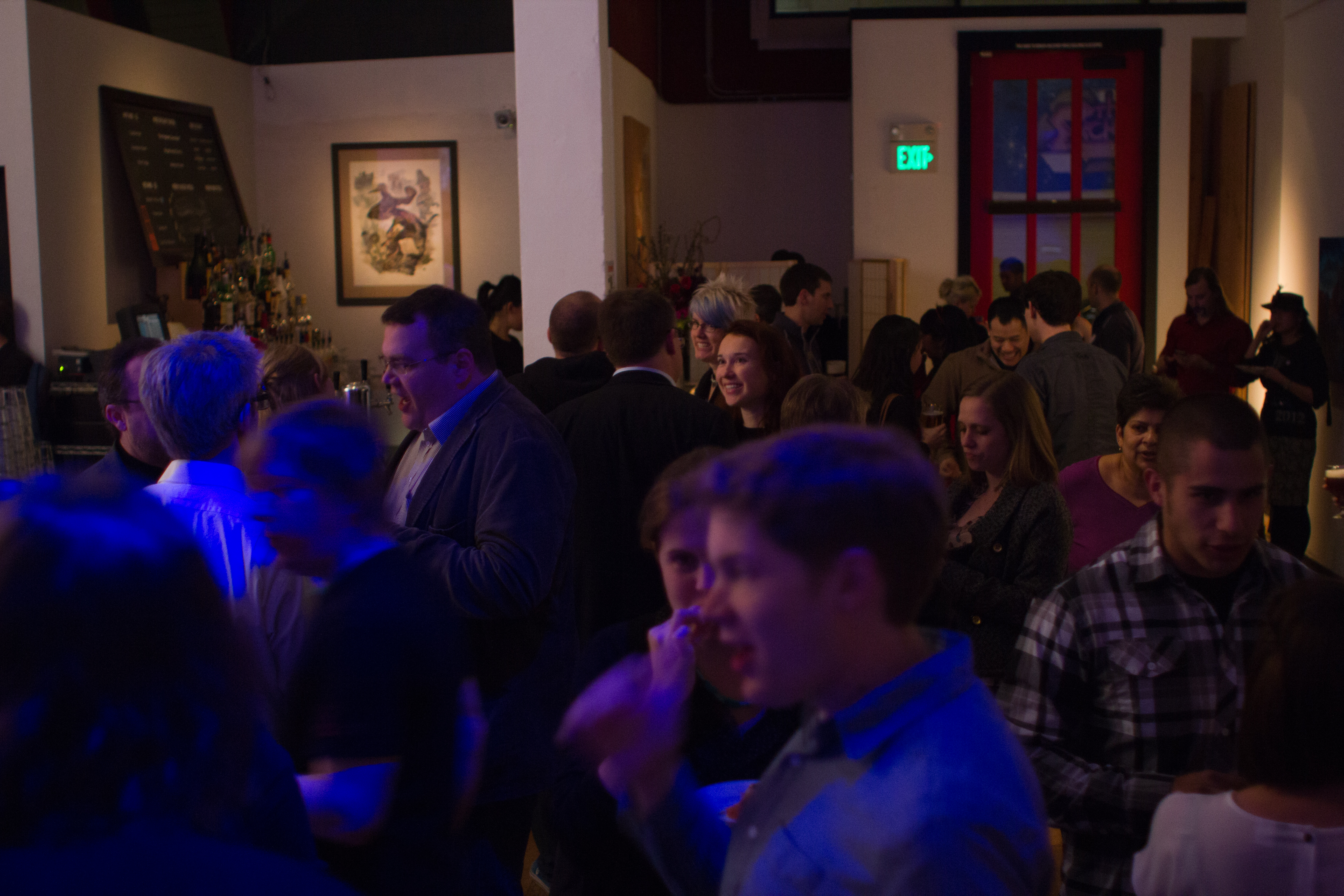
2012年维基媒体基金会在SOPA后举办的聚会

一些争议已经引起诉讼，而其他争议则没有。马特·齐默尔曼律师表示：“如果没有强有力的责任保护，维基百科将很难继续为用户创建的百科全书内容提供平台”。
2011年12月，该基金会聘请了华盛顿特区的说客道·罗恩斯政府策略有限公司，就“民权/公民自由”和“版权/专利/商标”对美国国会进行游说。在雇用时，基金会特别关注“禁止网络盗版法案”。
2013年10月，一个德国法院裁定，维基媒体基金会可以对添加到维基百科的内容负责——但是，这只适用于有具体投诉的情况；否则，维基媒体基金会不会检查维基百科上发布的任何内容，也没有义务这样做。
2014年6月，瑞典视觉艺术著作权团体（瑞典語：Bildkonst Upphovsrätt i Sverige）对瑞典维基媒体提起了版权侵权诉讼。
2014年6月20日，涉及维基百科编辑的诽谤诉讼（法律部民事案件编号L-1400-14）被提交到新泽西州默瑟县高级法院，要求赔偿和惩罚性赔偿等。
在2015年3月10日为《纽约时报》撰写的专栏文章中，威尔士和特雷蒂科夫宣布基金会正在对美国国家安全局和其他五个政府机构和官员，包括美国司法部提起诉讼，质疑其大规模监控的做法，他们认为这侵犯了基金会读者、编辑和工作人员的宪法权利。加入他们诉讼的还有另外8名原告，包括國際特赦組織和人权观察。2015年10月23日，美国马里兰联邦地区法院以资格问题为由驳回了维基媒体基金会诉国家安全局的诉讼。美国地区法官T·S·埃利斯三世裁定，原告无法合理地证明他们受到了上游监控，他们的论点“充满了假设”、“猜测”和“数学体操”。原告于2016年2月17日向美国联邦第四巡回上诉法院提出上诉。
2016年2月，莱拉·特列季科夫宣布辞去执行董事职务，原因是维基媒体基金会的知识引擎项目以及与工作人员的分歧。

### 筹款
在2015年的筹款活动中，一些社群成员表达了他们对筹款横幅的担忧。他们认为，这些横幅对用户来说很碍眼，而且它们可能会欺骗潜在的捐赠者，让人觉得维基百科有直接的财务问题，但事实并非如此。维基媒体基金会发誓要改进进一步筹款活动的措辞以避免这些问题。另外也有人反對基金會接受來自加密貨幣的捐款。2022年4月，维基社区就是否接受加密货币捐款进行投票，结果232人反對加密貨幣捐款，94人支持。2022年5月2日，维基媒体基金会宣布将不再接受加密货币捐款。

### 解除社群任命的理事职务
2015年6月，詹姆斯·海爾曼被社群选举为维基媒体基金会董事会成员。2015年12月，董事会解除了海尔曼的理事职务，这一决定在维基百科社群的一些成员中引起了争议。董事会发表的一份声明宣布，他的同僚对他缺乏信心是他被解职的原因。海尔曼后来表示，他“在过去几周里，董事会给了他辞职的选择。作为一个社群选举产生的成员，我认为我的任务来自于选举我的社群，因此拒绝这样做。我认为这样做是辜负了那些选举我的人。”他随后指出，在董事会期间，他曾推动提高维基媒体基金会知识引擎项目及其融资的透明度，并表示他试图公开骑士基金会对该引擎的拨款是导致他被解雇的一个因素。
志愿者社群在2017年再次选举海尔曼进入维基媒体基金会董事会。

### 知识引擎
知识引擎是由WMF在2015年发起的一个搜索引擎项目，目的是在互联网上定位和显示可验证的和值得信赖的信息。知识引擎的目标是减少对传统搜索引擎的依赖，它得到了骑士基金会25万美元的资助。这个项目被一些人认为是一个丑闻，主要是因为它是在保密的情况下构思的，这被一些人认为是与维基媒体社区的透明度有冲突。事实上，社群可以获得的一些信息是通过《The Signpost》在2016年发布的泄露文件得到的。在这次争议之后，维基媒体基金会执行主任莱拉·特列季科夫辞职。

### 財政度支出

维基媒体基金会的费用演变，以美元计

威尔士面对的指控是，“WMF的成本/效益比堪称悲惨，多年来在软件开发上花费了数百万美元，却没有产生任何真正有效的东西”。威尔士在2014年承认，他“也对无休止的争议感到沮丧，这些争议涉及没有经过充分的社群咨询而开发的不完善的软件，也没有适当的增量推广来捕捉令人震惊的错误”。

维基媒体基金会的支出比例

2017年2月，英语维基百科的在线报纸The Signpost发表了一篇题为《维基百科身患癌症》的专栏文章，在维基人社群和更广泛的公众中产生了辩论。作者批评维基媒体基金会的年度支出不断增加，他认为，如果发生意外事件，可能会使项目面临财务风险。作者建议对支出设置上限，建立其现有的捐赠基金，并对捐赠基金进行重组，以免维基媒体基金会在情况不好时陷入本金困境。维基媒体基金会执行主任凯瑟琳·马赫回应说，这样的捐赠基金已经在2016年创建，把创建捐赠基金和建立现有捐赠基金混为一谈。

### 基金會行動
2021年9月13日，维基媒体基金会发动了一场针对中文维基百科的行动，致使7名用户遭封禁，12名管理员的权限遭移除。其中，有三名在中文维基百科的活跃度占前十。由于事后维基媒体基金会并没有对大规模禁制举措中每个用户的封禁事由做出系统而细致的举证或解释，该过程被中国大陆维基人用户组及多个中华人民共和国媒体认为涉嫌过度干涉社群自主权、打压持有敌对西方世界意识形态的维基人及缺乏程序正义。而后，当时还未上任的新任维基媒体基金会首席执行官Maryana Iskander在接受BBC Tech Tent节目访问时委婉地强调维基百科社群的自治，并表示：“我很早就了解到的一件事是，维基媒体基金会本身并不制定编辑政策；这些是通过社群讨论进行的。”